# Marco Masini
Marco Masini (Firenze , 1964. szeptember 18. –) olasz énekes és zenész.

## Élete
Masini Firenzében született, gyermekkora óta zongorázott és később egy firenzei piano-barban játszott. 1990-ben ő is részt vett a Sanremói Dalfesztiválon, a Disperato című dalával nyerte meg a fiatalok versenyét. A dalt Giancarlo Bigazzi és Beppe Dati írta. Az 1990-es években lett sikeres előadó hazájában, de Spanyolországban, Németországban és Franciaországban is ismert lett Marco Masini, Malinconoia, T'innamorerai és az Il cielo della vergine albumok által. A legismertebb dala a "Vaffanculo", amit cenzúrázni kellett a tv-ben és a rádióban. Ismertebb dalai: T'innamorerai, Il cielo della vergine, Bella stronza, Principessa. Ezeknek a daloknak mindig megjelenik a spanyol nyelvű változata, ezért a spanyol nyelvterületen is ismert előadó. 2004-ben ismét indult a Sanremói Dalfesztiválon, ahol a L'uomo volante (Repülő ember) dalával megnyerte a nagyok versenyét.

## Albumai (olasz)
- 1990 - Marco Masini
- 1991 - Malinconoia
- 1993 - T'innamorerai
- 1995 - Il cielo della vergine
- 1996 - L'amore sia con te
- 1998 - Scimmie
- 2000 - Raccontami di te
- 2001 - Uscita di sicurezza
- 2001 - Collezione 1
- 2002 - Collezione 2
- 2003 - Il mio cammino
- 2004 - Masini
- 2004 - Masini live (Anche in DVD)
- 2004 - Ti racconto di me
- 2005 - Il giardino delle api
- 2006 - Ci vorrebbe il mare
- 2006 - Masini Tozzi

## Kislemezek (olasz)
- 1988 - Uomini
- 1990 - Disperato
- 1991 - Perché lo fai
- 1991 - Ti vorrei
- 1993 - Vaffanculo
- 1993 - T'innamorerai (Beléd fogok szeretni)
- 1995 - Bella Stronza (Szép ütődött)
- 1995 - Principessa (Hercegnő)
- 1996 - L'amore sia con te (Szerelem veled létezik)
- 1999 - Fino a tutta la vita che c'è
- 2000 - Il giorno più banale
- 2003 - Generation
- 2004 - L'uomo volante
- 2004 - E ti amo
- 2005 - Nel mondo dei sogni
- 2005 - Il giardino delle api
- 2005 - Rimani così
- 2006 - Come si fa…? Umberto Tozzival

## Külső hivatkozások
- Hivatalos honlap